# Црква Вазнесења Господњег у Кучеву
Црква Вазнесења Господњег у Кучеву је подигнута у периоду од 1903. до 1908. године, на месту старијег храма из 1832. године, која је подигнута уз помоћ кнеза Милоша Обреновића, о чему је сведочио и натпис изнад царских двери старог иконостаса. Представља непокретно културно добро као споменик културе.

## Архитектура
Црква у Кучеву је посвећена Светом Вазнесењу Господњем, саграђена је по пројекту архитекте Душана Живановића, у духу ханзенатике, са основом у облику равнокраког грчког крста сажетог типа са једном куполом. Просторно је подељена на једноделни олтар на истоку, наос са правоугаоним певничким просторима и малу припрату на западу. Утицај Ханзенове школе у декорацији фасада огледа се у извођењу прозорских отвора од белог мермера у виду бифора и квадрифора, обради западне фасаде са портиком у облику балдахина и розетом, степеновању маса са посебним нагласком на куполи. Живопис и иконостас у цркви су новијег датума.
Црква поседује лепе примере икона, богослужбених књига и сасуда као и комада црквеног мобилијара. Посебно вредну сликарски целину чине иконе са олтарске преграде старе кучевске цркве из 1832. године, које су 2010. године после конзерваторско-рестаураторских радова пренете и изложене у сали парохијског дома. С обзиром на то да нема података о мајстору који их је урадио, на основу стилске и иконографске анализе поједине иконе се могу приписати пожаревачком сликару Живку Павловићу.
Поред неколико надгробних споменика, у порти се налази и споменик у виду обелиска од сивог мермера подигнут у знак сећања на звишке борце пале у ослободилачким ратовима 1912-1920. године.